# Saulgé-l'Hôpital
Pour les articles homonymes, voir L'Hôpital.
Saulgé-l’Hôpital est une ancienne commune française située dans le département de Maine-et-Loire, en région Pays de la Loire, devenue le 15 décembre 2016 une commune déléguée au sein de la commune nouvelle de Brissac Loire Aubance.

## Géographie
Commune angevine du Saumurois, Saulgé-l'Hôpital se situe à l'est de Notre-Dame-d'Allençon, sur les routes D 761, Les Alleuds / Noyant-la-Plaine, et D 176, Grézillé / Luigné.

## Histoire
En 1186 la paroisse de Luigné est née et par conséquent celle de Saugé. La séparation géographique a été matérialisée par la voie qui menait à Doué la Fontaine.
Un projet de regroupement se dessine au milieu des années 2010. Il est entériné par les conseils municipaux en juin 2016 et intervient en décembre, donnant naissance à Brissac Loire Aubance. Saulgé-l'Hôpital devient alors une commune déléguée,.

### Les Hospitaliers
C'était la plus importante des membres ou dépendances des Hospitaliers de l'ordre de Saint-Jean de Jérusalem. Ce membre était entourée de murailles avec des fossés en eau. Le logis possédait des tourelles d'angle. La chapelle, dédiée à saint Jean Baptiste qui se trouvait dans la basse-cour, était voutée de pierre et couverte d'ardoise.

## Politique et administration

### Administration municipale

#### Administration actuelle
Depuis le 15 décembre 2016 Saulgé-l'Hôpital constitue une commune déléguée au sein de la commune nouvelle de Brissac Loire Aubance, et dispose d'un maire délégué.
| Période                                  | Période  | Identité       | Étiquette | Qualité |
| ---------------------------------------- | -------- | -------------- | --------- | ------- |
| 15 décembre 2016                         | en cours | Patrice Bazin, |           |         |
| Les données manquantes sont à compléter. |          |                |           |         |

#### Administration ancienne
| Période                                  | Période       | Identité         | Étiquette | Qualité |
| ---------------------------------------- | ------------- | ---------------- | --------- | ------- |
|                                          | mars 2008     | André Fouchet    |           |         |
| mars 2008                                | mars 2014     | Michel Chatelais |           |         |
| mars 2014                                | décembre 2016 | Patrice Bazin    |           |         |
| Les données manquantes sont à compléter. |               |                  |           |         |

### Ancienne situation administrative
La commune est membre de la communauté de communes Loire Aubance jusqu'en 2016, elle-même membre du syndicat mixte Pôle métropolitain Loire Angers. La communauté de communes disparait le 1er janvier 2017 au profit de la nouvelle communauté de communes Loire Layon Aubance. La commune de Brissac Loire Aubance devient membre de cette nouvelle intercommunalité.
Jusqu'en 2014, la commune fait partie du canton de Thouarcé et de l'arrondissement d'Angers. Le canton de Thouarcé compte alors dix-sept communes. Dans le cadre de la réforme territoriale, un nouveau découpage territorial pour le département de Maine-et-Loire est défini par le décret du 26 février 2014. Le canton de Thouarcé disparait et la commune est rattachée au canton des Ponts-de-Cé, avec une entrée en vigueur au renouvellement des assemblées départementales de 2015.

## Population et société

### Évolution démographique
L'évolution du nombre d'habitants est connue à travers les recensements de la population effectués dans la commune depuis 1793. À partir du 1er janvier 2009, les populations légales des communes sont publiées annuellement dans le cadre d'un recensement qui repose désormais sur une collecte d'information annuelle, concernant successivement tous les territoires communaux au cours d'une période de cinq ans. 
Pour les communes de moins de 10 000 habitants, une enquête de recensement portant sur toute la population est réalisée tous les cinq ans, les populations légales des années intermédiaires étant quant à elles estimées par interpolation ou extrapolation. Pour la commune, le premier recensement exhaustif entrant dans le cadre du nouveau dispositif a été réalisé en 2007,.
En 2014, la commune comptait 602 habitants, en évolution de +11,9 % par rapport à 2009 (Maine-et-Loire : +3,3 %, France hors Mayotte : +2,49 %).
| 1793 | 1800 | 1806 | 1821 | 1831 | 1836 | 1841 | 1846 | 1851 |
| ---- | ---- | ---- | ---- | ---- | ---- | ---- | ---- | ---- |
| 595  | 385  | 595  | 545  | 559  | 586  | 519  | 528  | 505  |

| 1856 | 1861 | 1866 | 1872 | 1876 | 1881 | 1886 | 1891 | 1896 |
| ---- | ---- | ---- | ---- | ---- | ---- | ---- | ---- | ---- |
| 513  | 501  | 503  | 456  | 467  | 457  | 454  | 421  | 394  |

| 1901 | 1906 | 1911 | 1921 | 1926 | 1931 | 1936 | 1946 | 1954 |
| ---- | ---- | ---- | ---- | ---- | ---- | ---- | ---- | ---- |
| 398  | 352  | 341  | 319  | 312  | 342  | 337  | 332  | 322  |

| 1962 | 1968 | 1975 | 1982 | 1990 | 1999 | 2007 | 2012 | 2014 |
| ---- | ---- | ---- | ---- | ---- | ---- | ---- | ---- | ---- |
| 288  | 281  | 280  | 314  | 353  | 366  | 506  | 575  | 602  |

### Pyramide des âges
La population de la commune est relativement jeune. Le taux de personnes d'un âge supérieur à 60 ans (17,4 %) est en effet inférieur au taux national (21,8 %) et au taux départemental (21,4 %).
Contrairement aux répartitions nationale et départementale, la population masculine de la commune est supérieure à la population féminine (51,6 % contre 48,7 % au niveau national et 48,9 % au niveau départemental).
La répartition de la population de la commune par tranches d'âge est, en 2008, la suivante :
- 51,6 % d’hommes (0 à 14 ans = 29,9 %, 15 à 29 ans = 10,7 %, 30 à 44 ans = 26,4 %, 45 à 59 ans = 16,1 %, plus de 60 ans = 16,8 %) ;
- 48,4 % de femmes (0 à 14 ans = 24,1 %, 15 à 29 ans = 14,7 %, 30 à 44 ans = 26,1 %, 45 à 59 ans = 17,1 %, plus de 60 ans = 17,9 %).

| Hommes | Classe d’âge | Femmes |
| ------ | ------------ | ------ |
| 0,0    | 90 ans ou +  | 0,4    |
| 5,7    | 75 à 89 ans  | 7,3    |
| 11,1   | 60 à 74 ans  | 10,2   |
| 16,1   | 45 à 59 ans  | 17,1   |
| 26,4   | 30 à 44 ans  | 26,1   |
| 10,7   | 15 à 29 ans  | 14,7   |
| 29,9   | 0 à 14 ans   | 24,1   |

| Hommes | Classe d’âge | Femmes |
| ------ | ------------ | ------ |
| 0,4    | 90 ans ou +  | 1,1    |
| 6,3    | 75 à 89 ans  | 9,5    |
| 12,1   | 60 à 74 ans  | 13,1   |
| 20,0   | 45 à 59 ans  | 19,4   |
| 20,3   | 30 à 44 ans  | 19,3   |
| 20,2   | 15 à 29 ans  | 18,9   |
| 20,7   | 0 à 14 ans   | 18,7   |

## Économie
Sur 47 établissements présents sur la commune à fin 2010, 26 % relevaient du secteur de l'agriculture (pour une moyenne de 17 % sur le département), 15 % du secteur de l'industrie, 15 % du secteur de la construction, 40 % de celui du commerce et des services et 4 % du secteur de l'administration et de la santé.

## Lieux et monuments
La commanderie, des XIIe, XVe et XIXe siècles.
Le château des Brosses.

## Personnalités liées à la commune
- Marie-Joseph Milscent (29 septembre 1752, Saulgé-l'Hôpital - 6 juillet 1821, Angers), homme politique, député du tiers aux États généraux, député de Maine-et-Loire.